# 林村谷
林村谷（広東語読み: ラムチュンコック、英語名同じ、Lam Tsuen Valley）は、香港では数少ない、農業集落のひとつである。香港18区では、大埔区に属する。
香港といえば、農業はほとんどないと思われがちであるが、ここ林村谷をはじめとする新界は農耕や酪農など、小規模ながら農業が行われている。近年は中国本土産の農産物の安全性に対する懸念から、香港内でも農業法人が設立されるなどして、安全な野菜や果物を政府による食品衛生管理が、先進諸国なみに厳しい香港において栽培しようという動きもある。
ここでは主に、旧正月に飾る小粒のみかんがたくさんなる木の鉢植えの生産が行われており、香港内に広く出荷されている。
交通は、東鉄線大埔墟駅から64K番の九龍バスの便がある。大埔の街中からは、緑のミニバス25K番の便もある。